# Ковыль красивейший
Ковы́ль краси́вейший, или Ковы́ль Гра́ффа (лат. Stípa pulchérrima) — вид цветковых растений рода Ковыль (Stipa) семейства Злаки (Poaceae).

## Ботаническое описание
Травянистое растение 0,4—1 м высотой. Листовая пластинка 20—40 см длиной и 1—1,5 см шириной, гладкая.
Метёлки неопушённые, эллиптические, 10—15 см длиной. Они состоят из гладких или опушённых, сжатых колосков 4,5—7 см длиной, каждый из которых несёт лишь по одному цветку. Цветки продолговатые, 3—4 мм длиной. Цветковые чешуи напоминают фертильные колоски. Нижняя цветковая чешуя ланцетная, 6—8 см длиной. Верхняя цветковая чешуя также ланцетная, 4—7 см длиной. Ости красноватые (в отличие от ковыля перистого (Stipa pennata), у которого ости коричневые).

## Охрана
Вид занесён в Красную книгу Российской Федерации и её регионов: Республики Адыгея, Республики Башкортостан, Белгородской области, Волгоградской области, Воронежской области, Республики Дагестан, Республики Ингушетия, Республики Калмыкия, Краснодарского края, Курганской области, Курской области, Липецкой области, Республики Мордовия, Московской области, Нижегородской области, Омской области, Оренбургской области, Орловской области, Пензенской области, Ростовской области, Рязанской области, Самарской области, Саратовской области, Республики Северная Осетия — Алания, Ставропольского края, Республики Татарстан, Тульской области, Тюменской области, Ульяновской области, Челябинской области, Чувашской республики. Помимо этого, включён в Красную книгу Украины и её областей: Донецкой, Кировоградской, Полтавской и Тернопольской.

## Синонимика
- Stipa crassiculmis P.A.Smirn.
- Stipa crassiculmis subsp. euroanatolica Martinovský
- Stipa crassiculmis subsp. heterotricha Dihoru & Roman
- Stipa crassiculmis subsp. picentina Martinovský, Moraldo & Caputo
- Stipa epilosa Martinovský
- Stipa epilosa subsp. montana Moraldo
- Stipa etrusca Moraldo
- Stipa glabrinoda Klokov
- Stipa grafiana Steven
- Stipa grafiana f. leiantha Borbás
- Stipa grafiana f. pubiflora Borbás
- Stipa heterophylla Klokov
- Stipa mediterranea (Trin. & Rupr.) Asch. & Graebn.
- Stipa mediterranea subsp. pulcherrima (K.Koch) Asch. & Graebn.
- Stipa oreades Klokov
- Stipa pennata var. breviglumis Maire
- Stipa pennata var. grafiana (Steven) Linden
- Stipa pennata subsp. grafiana (Steven) Kneuck.
- Stipa pennata var. grafiana (Steven) Lindem.
- Stipa pennata var. grafiana (Steven) Richt.
- Stipa pennata subsp. mediterranea (Trin. & Rupr.) Asch. & Graebn.
- Stipa pennata var. mediterranea Trin. & Rupr.
- Stipa pennata subsp. pulcherrima (K.Koch) Á.Löve & D.Löve
- Stipa pennata var. pulcherrima (K.Koch) Asch. & Graebn.
- Stipa pennata subsp. pulcherrima (K.Koch) Freitag
- Stipa pennata f. pulcherrima (K.Koch) Brand
- Stipa pennata var. pulcherrima (K.Koch) Halácsy
- Stipa pennata var. pulcherrima (K.Koch) Beck
- Stipa platyphylla Czern. ex Trautv., nom. inval.
- Stipa pulcherrima subsp. crassiculmis (P.A.Smirn.) Tzvelev
- Stipa pulcherrima subsp. epilosa (Martinovský) Tzvelev
- Stipa pulcherrima subsp. glabrinoda (Klokov) Tzvelev
- Stipa pulcherrima subsp. grafiana (Steven) Pacz.
- Stipa pulcherrima var. karadagensis Tzvelev
- Stipa pulcherrima f. leiantha (Borbás) Soó
- Stipa pulcherrima f. nudicostata Martinovský
- Stipa pulcherrima f. pubiflora (Borbás) Soó
- Stipa rigida Martinovský, nom. inval.
- Stipa turcica Martinovský[3]